# Велоспорт на літніх Олімпійських іграх 1896 — Спринт
Перегони у спринті на 2 кілометри на велотреці серед чоловіків на Літніх Олімпійських іграх 1896 року пройшли 11 квітня. Хоча було заявлено 18 спортсменів, у перегонах взяли участь лише чотири спортсмени з трьох країн.

## Призери
| Золото                | Срібло                         | Бронза                |
| Поль Массон · Франція | Стаматіос Ніколопулос · Греція | Леон Фламан · Франція |

## Змагання
| Місце | Спортсмен                   | Час      |
| ----- | --------------------------- | -------- |
| 1     | Поль Массон (FRA)           | 4:58,2   |
| 2     | Стаматіос Ніколопулос (GRE) | 5:00,2   |
| 3     | Леон Фламан (FRA)           | Невідомо |
| —     | Йозеф Роземаєр (GER)        | DNF      |

Перегони проходили на велодромі «Нео Фалірон». Був дуже холодний день. Перегони проводилися в один етап, участь пейсмейкерів не дозволялася. Спортсмени повинні були проїхати 2 кілометри, тобто 6 кіл. На середині заїзду Йозеф Роземаєр був вимушений припинити участь через несправність велосипеда. На четвертому колі Леон Фламан став відставати, тому боротьба за перше місце тривала між Полем Массоном та Стаматіосом Ніколопулосом. Французький спортсмен зміг вибороти перемогу під самий кінець перегонів.